# Drosera tentaculata
Drosera tentaculata är en sileshårsväxtart som beskrevs av Rivadavia. Drosera tentaculata ingår i släktet sileshår, och familjen sileshårsväxter. Inga underarter finns listade i Catalogue of Life.

## Bildgalleri

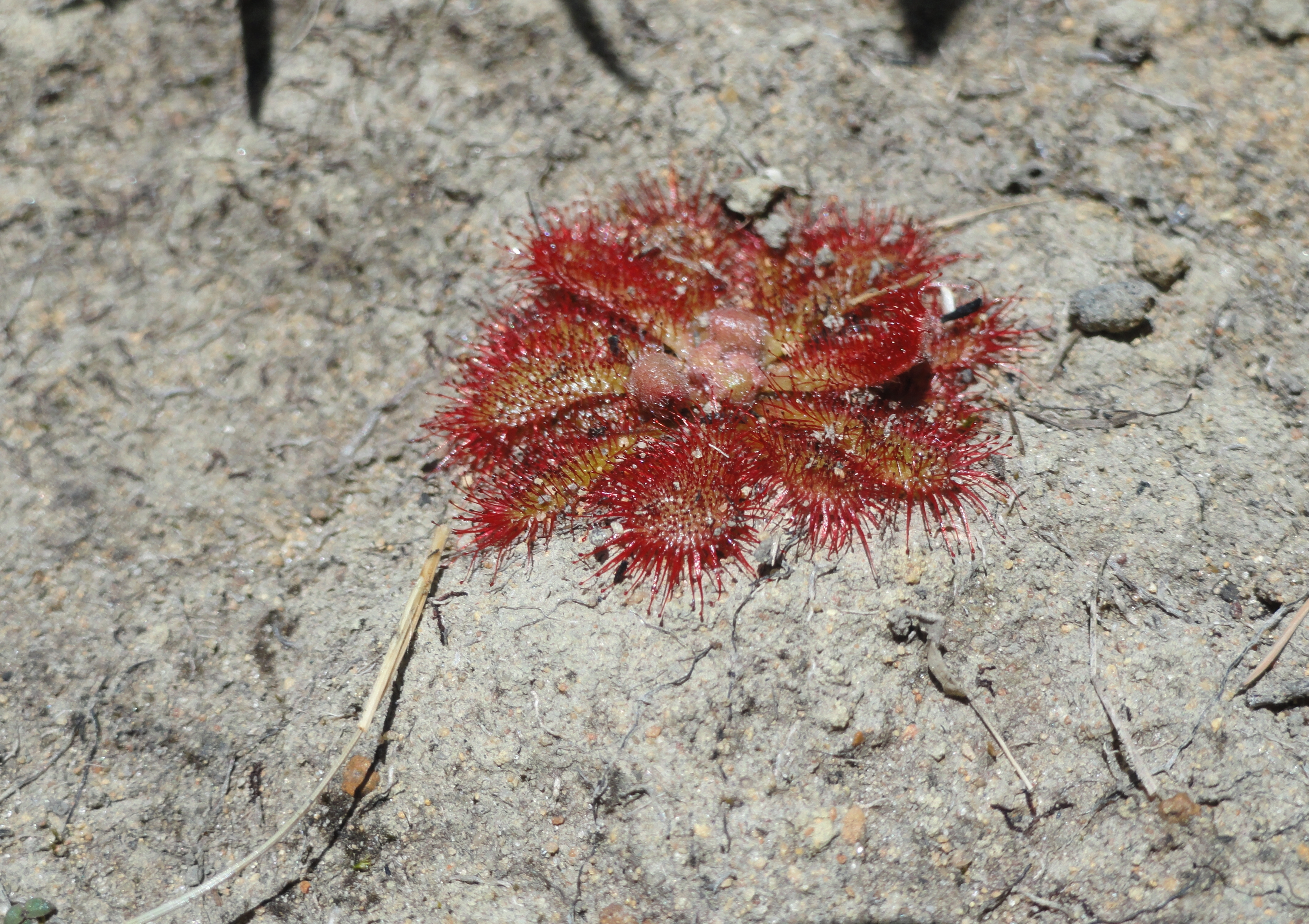